# Service-volée
Le service-volée est une des stratégies utilisées en tennis. Elle consiste à monter au filet (ou à la volée) juste après avoir servi au lieu de rester au niveau de la ligne de fond du court. Le plus souvent, les joueurs montent moins souvent derrière leur deuxième service qui est plus lent que le premier. C'est donc une stratégie agressive qui a pour but de remporter le point le plus rapidement possible, souvent dès la première volée en profitant d'un retour de service moyen de l'adversaire. Pour cela, le service se doit d'être le plus gênant possible, soit par sa vitesse, soit par l'effet imprimé à la balle. Plus généralement, les joueurs pratiquant cette stratégie essaient de monter au filet dès que l'occasion s'en présente, y compris lorsqu'ils sont en position de retour de service. Ce tennis d'attaque est traditionnellement utilisé sur gazon du fait de la rapidité de la surface et de la faible hauteur du rebond. Ces caractéristiques avantagent le serveur qui bénéficie du fait que la rapidité de son service n'est que peu ralentie au rebond. Le relanceur a donc plus de difficultés à renvoyer la balle correctement et notamment lober ou à tirer un passing-shot face à un joueur montant au filet après son service. C'est donc à Wimbledon que les serveurs-volleyeurs se sont souvent le mieux exprimés. Toutefois, cette stratégie peut aussi être utilisée sur des surfaces dures rapides comme le Decoturf à l'US Open ou sur moquette. Elle est en revanche peu efficace sur terre battue où la balle est fortement ralentie au rebond, ce qui privilégie les échanges du fond du court.
Historiquement, cette stratégie remonte aux origines du tennis puisque Spencer Gore, le vainqueur de la première édition du tournoi de Wimbledon en 1877 était connu pour se précipiter au filet le plus souvent possible. Toutefois, depuis le tournant des années 2000, on constate un fort déclin de cette stratégie. Les raisons en sont multiples. D'une part, les surfaces utilisées aujourd'hui sont en général plus lentes. C'est notamment le cas de Wimbledon qui a modifié la composition de son gazon en 2001 pour le rendre plus résistant. Cependant, ce changement a eu pour autre effet d'accroître le ralentissement de la balle au rebond,. Ainsi, depuis ce changement, seules les finales des éditions 2001 et 2003 ont opposé des serveurs-volleyeurs. En outre, l'adoption de balles plus lourdes ou moins vives a aussi été mise en cause. De même, les cordages modernes garantissent un meilleur contrôle sur la balle et une meilleure précision, ce qui permet de tirer des passing-shots avec plus d'efficacité. L'aspect technique peut aussi expliquer cette évolution. Les joueurs devenant plus performants dans leurs déplacements et en retour de service mais se focalisent moins sur l'apprentissage de la volée. Enfin, selon d'autres sources, le service-volée a longtemps perduré sur des surfaces comme le gazon car il était vu comme la seule façon de s'y imposer. Toute autre stratégie étant considérée comme infructueuse avant même de l'avoir essayée.

## Joueurs adeptes du service-volée
Depuis le début de l'ère Open en 1968, plusieurs grands champions de tennis furent des spécialistes du service-volée. Parmi eux, on peut citer les Américains John McEnroe et Pete Sampras, l'Australien Rod Laver qui reste le seul joueur à avoir réalisé le Grand Chelem depuis 1968, le Suédois Stefan Edberg, l'Allemand Boris Becker ou l'Australien Patrick Rafter. Chez les femmes, cette stratégie est en général moins utilisée car leur service étant moins puissant, il leur est plus difficile de mettre suffisamment leur adversaire en difficulté sur leur engagement. Toutefois, Martina Navrátilová était une experte dans cette stratégie. Parmi les joueurs encore en activité pratiquant le service-volée, peu sont parmi les mieux classés et ils sont souvent assez âgés. On peut citer les Français Nicolas Mahut et Michaël Llodra, le Croate Ivo Karlović, l'Espagnol Feliciano López, l'Ukrainien Serhiy Stakhovsky, le Tchèque Radek Štěpánek ou l'Allemand Dustin Brown.